# Carlos Belmonte Martínez
Carlos Belmonte Martínez (Albacete, 1943) es un neurocientífico español.

## Biografía
Es doctor en Medicina por la Universidad Complutense de Madrid y miembro de la Real Academia de Ciencias Exactas, Físicas y Naturales, Academia Europea Akademie der Wissenschaft Mainz (Alemania) y varias Academias de Medicina en España. Es doctor honoris causa por la Universidad de Castilla-La Mancha. Es presidente de la International Brain Research Organization y lo ha sido de la Sociedad Española de Neurociencias. Ha sido vicerrector de la Universidad de Alicante, decano de su Facultad de Medicina y director de 1989 a 2009 del Instituto de Neurociencias de Alicante, centro mixto del Consejo Superior de Investigaciones Científicas y la Universidad Miguel Hernández. Desde el año 2009 forma parte del equipo investigador de la Fundación de Investigación Oftalmológica (Instituto Oftalmológico Fernández-Vega).

## Hallazgos científicos
Entre sus principales hallazgos científicos está la demostración de que las propiedades de las neuronas sensoriales primarias dependen del tipo de receptor sensorial que inervan.
También ha demostrado la existencia de un circuito nervioso para la regulación de la presión intraocular.
Ha realizado la primera descripción funcional de los tipos de receptores sensoriales oculares, en concreto de los nociceptores, i.e., los receptores encargados del dolor. También ha demostrado que éstos poseen mecanismos separados para la detección de estímulos mecánicos y químicos o térmicos.

## Premios
Ha obtenido diversos premios de investigación nacionales e internacionales, de entre los cuales destaca el Premio de Investigación Rey Jaime I en Neurociencias y el Premio Nacional de Investigación Gregorio Marañón y los Premios Alcon Award, Endre Balazs on Eye Research and European Vision Award. 

## Publicaciones
Es autor o coautor de 10 libros y más de 150 artículos científicos y comunicaciones a congresos nacionales e internacionales. Entre sus publicaciones más significativas destacan:
- Zhang X, Mak S, Li L, Parra A, Denlinger B, Belmonte C, McNaughton PA (2012). Direct inhibition of the cold-activated TRPM8 ion channel by Gαq. Nat Cell Biol.14:851-858.

- Parra A, Madrid R, Echevarria D, del Olmo S, Morenilla-Palao C, Acosta MC, Gallar J, Dhaka A, Viana F, Belmonte C. (2010) Ocular surface wetness is regulated by TRPM8-dependent cold thermoreceptors of the cornea. Nat Med. 16:1396-1399.

- García-Sanz, N., Valente, P., Gomis, A., Fernández-Carvajal, A., Fernández-Ballester, G., Viana, F., Belmonte, C., Ferrer- Montiel, A. (2007) A Role of the Transient Receptor Potential Domain of Vanilloid Receptor I in Channel Gating. J. Neurosci. 27:11641–11650.

- Madrid, R., Donovan-Rodríguez, T. Meseguer, V., Acosta, M.C., Belmonte C, Viana, F. (2006) Contribution of TRPM8 channels to cold transduction in primary sensory neurons and peripheral nerve terminals. J. Neurosci. 26:12512-12525

- C. Belmonte and Felix Viana.(2006) Transduction and encoding of noxious stimuli.(Section Editor) En: Encyclopedia of Pain. R.F. Schmidt & W. Willis, Eds. Springer-Verlag. Berlín, Alemania. 2515-2528, Vol. 3.

- Belmonte C and Tervo, T.T. (2005) Pain in and around the eye.En: Wall and Melzack’s Textbook of Pain. 5th Edition. S. McMahon & M. Koltzenburg Eds. Elsevier Science, London.

- de la Peña, E., Malkia, A., Cabedo, H., Belmonte, C., Viana, F. (2005) The contribution of TRPM8 channels to cold sensing in mammalian neurones. J.Physiol 1, 567 :415-426.

- Gomis, A., Pawlak, M., Balazs E.A., Schmidt, R.F., Belmonte, C. (2004). Effects of different molecular weight viscoelastic solutions on articular nociceptive afferents. Arthritis & Rheumatism, 50:1:314-326.

- Garcia-Martinez, C., Humet, M. Planells-Cases, Gomis, A., Caprini, M., Viana, F., de la Peña, E., Sanchez-Baeza, F, Carbonell, T., de Felipe, C., Perez-Payá, E., Belmonte, C. Messeguer, A., Ferrer-Montiel, A.(2002) Attenuation of chemical and thermal nociception and hyperalgesia by novel VR1. Proc. Natl. Acad. Sci. USA. 99:2374-2379

- Viana, F., de la Peña, E., Belmonte, C. (2002). Specifity of cold thermotransduction is determined by differential ionic channel expression. Nature Neuroscience 5:254-260.